# Hemiceluloza
Hemiceluloza je heterogena skupina dugolančastih polisaharida koji se razlikuju od celuloze. Osnovnu im građu čini niz povezanih molekula ksiloze, na koje su kao ogranci vezani drugi šećeri (arabinoza, manoza, galaktoza). Zajedno s celulozom grade stanične stijenke biljaka, dajući im čvrstoću.

## Objašnjenje
Hemiceluloza je naziv za mnoge prirodne polisaharide koji se pojavljuje u stijenkama biljnih stanica. Maseni udio hemiceluloze kod lisnatog drveća iznosi od 18 do 26%, dok je u četinara nešto manji na račun većeg udjela lignina. Neke jednogodišnje biljke sadrže i više od 30% hemiceluloze. Hemicelulozu je teško izolirati u neoštećenom i prirodnom stanju, pa je njena struktura slabo poznata. Relativna molekularna masa hemiceluloze obično je mnogo manja od relativne molekularne mase čiste celuloze. Uzorci hemiceluloze iz različitih biljnih izvora rijetko su jednaki, iako pokazuju mnogo zajedničkih svojstava. Općenito je hemiceluloza topljiva u alkalnim otopinama, dok u zagrijanim mineralnim kiselinama nastaje hidroliza i hemiceluloza se razgrađuje u pojedine polisaharide. 
Hemiceluloza je u proizvodnji papira vrlo važna. Prisutnost hemiceluloze u vlaknastoj masi od koje se kasnije na papirnom stroju proizvodi papir utječe na bubrenje te mase i na povezivanje vlakana, što u proizvedenom papiru rezultira povećanom čvrstoćom. Međutim, papir proizveden od vlaknaste mase s prevelikim udjelom hemiceluloze bit će prozirniji, previše krt i šuštav.